# 斯卡拉營
斯卡拉突擊營（羅馬化：Shturmovyi batalion Skala）是由尤里·哈卡維（Юрій Гаркавий）上校建立的烏克蘭軍事情報志願部隊。他們參與了抵抗俄羅斯入侵烏克蘭的行動，負責執行攻擊敵方陣地和使用無人航空載具追捕俄羅斯軍隊的任務，且在2022年烏克蘭哈爾科夫反攻當中與乌克兰陆军第93机械化旅並肩作戰取得成功。

## 歷史
斯卡拉營參加了2022年烏克蘭哈爾科夫反攻、巴赫穆特戰役等戰事。2023年烏克蘭反攻期間，該部隊投入進攻羅博季涅的戰鬥。